# Гулевский, Михаил Владимирович
Михаи́л Влади́мирович Гуле́вский (род. 11 ноября 1948, с. Казино, Задонский район, Орловская область; ныне — Липецкая область) — российский государственный деятель, депутат Государственной Думы VII созыва, член фракции «Единая Россия», член комитета по жилищной политике и жилищно-коммунальному хозяйству.
Получил широкую известность после красноречивых обещаний о строительстве дорог.

## Биография
В 1973 году окончил Липецкий государственный технический университет по специальности «инженер-металлург». В 1966 году начал работать на Новолипецком металлургическом заводе электромонтером цеха связи, затем — лаборантом-исследователем в заводской лаборатории. С 1973 по 1974 год служил в рядах Советской армии. С 1978 по 1984 год занимал должность начальника лаборатории огнеупоров центральной лаборатории, с 1984 по 1989 год — заместитель секретаря парткома Новолипецкого металлургического комбината, с 1989 по 1998 год — заместитель генерального директора по труду и кадрам, директор по персоналу ОАО «НЛМК» 28 октября 1998 года избран председателем Липецкого городского совета депутатов.
13 октября 2002 года избран, а с 22 октября 2002 года вступил в должность главы администрации города Липецка. 8 октября 2006 года 69,39 % голосов избирателей повторно избран главой администрации города Липецка. В 2011 году одновременно участвовал в выборах главы администрации города Липецка и депутатов Липецкого Областного совета депутатов V созыва. В связи с избранием на должность главы администрации города Липецка 4 декабря 2011 года отказался от мандата депутата Липецкого областного совета депутатов.
8 декабря 2015 года досрочно ушел в отставку. По официальной версии, решение уйти с поста главы города он принял по собственному желанию и просьбе членов семьи. 26 мая 2016 года был утвержден Законодательным собранием Липецкой области в должности Уполномоченного по правам человека в Липецкой области, на посту Уполномоченного по правам человека в Липецкой области Гулевский пробыл менее трех месяцев — самый короткий срок пребывания в должности среди российских региональных омбудсменов.
С 2001 года член партии «Единая Россия». С 2004 по 2016 годы — председатель политсовета Липецкого регионального отделения партии «Единая Россия».
18 сентября 2016 года избран депутатом Государственной думы РФ VII созыва по списку партии «Единая Россия».
Согласно декларации о доходах и имуществе Михаил Гулевский за 2018 год заработал 14 005 404 рубля. В собственности квартира, автомобиль «Ауди А6», капитальный гараж и подземная автостоянка.
С 2016 по 2019 год, в течение исполнения полномочий депутата Государственной Думы VII созыва, выступил соавтором 84 законодательных инициатив и поправок к проектам федеральных законов.
Имеет дочь Марию Гулевскую, родившуюся 4 декабря 1977 года. По специальности врач (окончила в 2001 году Воронежскую медицинскую академию им. Н.Н. Бурденко).

## Награды
- Орден «За заслуги перед Отечеством» IV степени (2015)
- Орден Почёта (1998)
- Орден Дружбы народов (1994)
- Почётный металлург Российской Федерации (1995)
- Знак отличия «За заслуги перед Липецкой областью» (2015)
- Благодарность Правительства Российской Федерации (2019)[11]

Общественные награды
- Орден Петра Великого первой степени (2004)
- Орден Ивана Калиты (2008)